# Sotalia fluviatilis
El tucuxi (Sotalia fluviatilis) es una especie de cetáceo odontoceto de la familia Delphinidae. Vive tanto en los ríos de la cuenca del Amazonas como en la costa del norte y  del este de América del Sur. La palabra "tucuxi", que deriva de las lenguas tupí, ha sido aprobado como el nombre común para esta especie. A pesar de tener una ubicación geográfica similar al verdadero delfín de río Amazonas (delfín rosado), el tucuxi no está estrechamente relacionado con él, que pertenece a otra familia (Iniidae).

## Descripción
El tucuxi es descrito con frecuencia como muy similar al delfín mular. Sin embargo, es de menor tamaño, en particular, la variedad fluvial (1,5 m), que es más pequeño que su homólogo marino (hasta 2,1 m). La coloración es gris azulado lateral y dorsalmente; la región ventral es mucho más clara, a menudo rosado en el ecotipo fluvial y gris en el medio marino. La aleta dorsal pose la típica forma de gancho, sobre todo entre los grupos ribereños. El hocico está bien definido y es de una longitud moderada.

## Población y distribución
El tucuxi marino se encuentra cerca de los estuarios, ensenadas protegidas y otras áreas de aguas someras en todo el Norte y Este de la costa de América del Sur. Esta especie ha sido ubicada en la parte norte del continente hasta Honduras habiéndose localizado especímenes hasta 1 kilómetro aguas arriba en fuentes pluviales.  Los tucuxis fluviales habitan a lo largo del río Amazonas y en muchos de sus afluentes. Se encuentra en el Perú, al sudeste de Colombia y Ecuador oriental y recientes investigaciones han encontrado ejemplares al centro del Departamento de Pando en Bolivia cuando se buscaba nuevos ejemplares de una nueva especie de tapir.  Sin embargo, estas observaciones en Bolivia no han sido confirmadas y no se han obtenido muestras de tejido para confirmación taxonómica con ADN.
En un estudio publicado en 2018, se evaluó la tendencia de la población de tucuxis en Brasil. Usando datos obtenidos durante el monitoreo estandarizado en la reserva de Mamirauá en el estado del Amazonas en Brasil durante un periodo de 22 años (1994-2017), el estudio concluyó que la población de tucuxis sufre un declive del 7,4% al año, reduciéndose la población a la mitad cada 9,04 años.

## Interacciones con pesquerías
Entre las amenazas que afronta la especie, están las interacciones con las artes de pesca. En concreto, se ha reportado un incremento de las capturas accidentales de tucuxis desde la implementación de las redes de nailon usadas por los pescadores en la cuenca del Amazonas, especialmente para la captura de peces gato de gran tamaño (Brachyplatystoma spp.), del tambaqui (Colossoma macropomum) y de la pirapitinga (Piaractus brachypomus). Siendo los tucuxis, especialmente vulnerables a quedar atrapados entre las redes de deriva y el trasmallo.